# Lijst van presentatoren van BNNVARA
Dit is een lijst van presentatoren en presentatrices die bij BNNVARA werken of gewerkt hebben.

## A
- Sahil Amar Aïssa
- Özcan Akyol
- Anne Appelo

## B
- Giel Beelen
- Menno Bentveld
- Leo Blokhuis
- Wouter Bouwman (tot medio 2022)
- Claudia de Breij
- David Breebaart
- Diva Brons

## C
- Sinan Can
- Eva Cleven
- Dieter Coppens

## D
- Floortje Dessing
- Joep van Deudekom
- Erik Dijkstra
- Papi Mikey Dinero
- Raven van Dorst (tot mei 2021 Ryanne van Dorst geheten)
- Evert Duipmans (tot april 2024)

## E
- Fidan Ekiz (tot december 2021)
- Morad Elouakili (tot juni 2024)
- Frank Evenblij

## F
- Sophie Frankenmolen

## G
- Jurre Geluk
- Natasja Gibbs
- Wouter van der Goes (tot januari 2024)
- Gijs Groenteman

## H
- Roos Haarsma
- Linda Hakeboom
- Evi Hanssen
- Sophie Hilbrand
- Frank van 't Hof (tot januari 2024)
- Jennifer Hoffman
- Tim Hofman
- Sander Hoogendoorn (tot oktober 2022)
- Marc-Marie Huijbregts
- Brecht van Hulten (tot december 2019)
- Twan Huys

## I
- Jeroen van Inkel

## J
- Dolf Jansen
- Astrid Joosten

## K
- Kalvijn
- Khalid Kasem
- Hein Keijser (tot medio 2021)
- Geraldine Kemper (tot juni 2019)
- Rob Kemps
- Jeroen Kijk in de Vegte
- Renze Klamer (tot januari 2022)
- Eva Koreman (tot 2018)
- Amber Kortzorg
- Stephan Komduur

## L
- Niels van der Laan
- Maurice Lede
- Paul de Leeuw (tot medio 2024)
- Frank van der Lende (tot september 2022)
- Patrick Lodiers
- Hugo Logtenberg
- Daniël Lippens

## M
- Milouska Meulens
- Felix Meurders
- Mark van der Molen
- Nadia Moussaid

## N
- Matthijs van Nieuwkerk (tot 21 november 2022)
- Numidia

## P
- Jeroen Pauw
- Alexander Pechtold
- Timur Perlin (tot oktober 2023)
- Rens Polman
- Gwen van Poorten (tot oktober 2018)
- Jan van Poppel

## R
- Kaj van der Ree (tot begin 2020)
- Nienke de la Rive Box
- Jan-Willem Roodbeen
- Marcel van Roosmalen
- Jaimy de Ruijter (tot december 2024)

## S
- Rob Stenders (tot februari 2021)
- Jesse Sprikkelman
- Luc Sarneel (tot december 2023)

## T
- Max Terpstra

## U
- Lex Uiting (tot 2018)
- Rob Urgert

## V
- Willemijn Veenhoven
- Mai Verbij
- Rámon Verkoeijen (tot december 2023)
- Domien Verschuuren (tot 2018)
- Jan Versteegh (tot januari 2019)
- Freek Vonk
- Roelof de Vries
- Jasper de Vries
- Anneli Verhees

## W
- Bilal Wahib (tot medio 2021)
- Sanne Wallis de Vries
- Filemon Wesselink
- Rosa Wierda
- Jeroen Woe
- Emma Wortelboer
- Merel Wielaert
- Tim de Wit

## Z
- Chris Zegers
- David Zandbergen